# Berliet VIT
Unter der Werksbezeichnung Berliet VIT, auch „11CV“ genannt, wurde beim Fahrzeughersteller Berliet in Lyon ab 1929 bis 1931 ein Pkw mit Vierzylindermotor hergestellt, der als kleiner Bruder der gleichzeitig gebauten Sechszylinder-Varianten Berliet VIH gelten kann.

## Geschichte und Technik
Die wesentlichen überlieferten technischen Daten des Fahrzeugs können der Info-Box entnommen werden.
Überraschend ist, dass in den Werksunterlagen von Berliet differierende Motordaten verzeichnet sind:
VIT10: Wassergekühlter Vierzylindermotor des Typs MLF10, Bohrung × Hub 70 × 118 mm, 1816 cm³ Hubraum, 10 Steuer-PS, die bei 1800/min entwickelte effektive Leistung nicht genannt, allgemeine Betriebserlaubnis am 15. April 1929 erteilt.
VIT11: Wassergekühlter Vierzylindermotor des Typs MLF11, Bohrung × Hub 75 × 118 mm, 2085 cm³ Hubraum, 11 Steuer-PS, die bei 1800/min entwickelte effektive Leistung nicht genannt, allgemeine Betriebserlaubnis am 22. Mai 1929 erteilt.
Möglicherweise handelt es sich in beiden Fällen um Prototypen, und die Unterlagen zum später in Serie gegangenen Fahrzeug sind verlorengegangen oder wurden gar nicht erstellt.
Für das Modelljahr 1930 sind folgende Preise überliefert: Normales Chassis 22.500, tiefergelegtes Chassis 24,800, Limousine „Cabourg“ 32.600, tiefergelegte Limousine „Houlgate“ 34.900, Innenlenker mit 6 Scheiben „Deauville“ 37.800 Francs. Im Modelljahr 1931 kostete das bloße Chassis 23.000 Francs, 1932 wurde das Fahrzeug nicht mehr angeboten.

### Originalquellen
Eine Publikation, in der alle vor 1945 gebauten Berliet-Typen individuell abgehandelt wären, gibt es nicht. Neben der unten erwähnten Literatur wurde auf die folgende in der Fondation Berliet verwahrte Originalunterlagen zurückgegriffen:
- „Fiches des Mines“: Es sind die Werksunterlagen zur Erteilung einer allgemeinen Betriebserlaubnis, hierfür ist in Frankreich der „Inspecteur des mines“ sachlich zuständig. Diese Unterlagen sind im Berliet-Archiv chronologisch geordnet und nummeriert. Nicht zu jedem Typ bzw. Variante gibt es entsprechende Unterlagen, teils, weil sie wohl als Untervarianten eines anderen Typs verstanden wurden, für den eine gesonderte Erlaubnis nicht erforderlich war, teils wohl, weil diese Unterlagen im Laufe der letzten 100 Jahre verlorengegangen sind. Bei Militärtypen gibt es Hinweise, dass eine Betriebserlaubnis direkt durch militärische Dienststellen erfolgte, was entsprechende „fiches des mines“ überflüssig machte. Die Quellenbezeichnung lautet: „Fiches No....“

### Sonstige Quellen
- René Bellu, Toutes les voitures Françaises 1929, in Automobilia Hors-Serie No.84, Paris 2006, zit. als „Bellu 1929“
- René Bellu, Toutes les voitures Françaises 1930, in Automobilia Hors-Serie No.74, Paris 2005, zit. als „Bellu 1930“
- René Bellu, Toutes les voitures Françaises 1931, in Automobilia Hors-Serie No.90, Paris 2008, zit. als „Bellu 1931“
- René Bellu, Toutes les voitures Françaises 1932, in Automobilia Hors-Serie No.80, Paris 2006, zit. als „Bellu 1932“
- René Bellu, Toutes les voitures Françaises 1933, in Automobilia Hors-Serie No.96, Paris 2009, zit. als „Bellu 1933“
- Monique Chapelle: Berliet. 1. Auflage. EMCE, Saint-Chamond 2016, ISBN 978-2-35740-049-8.